# Florence Thomassin

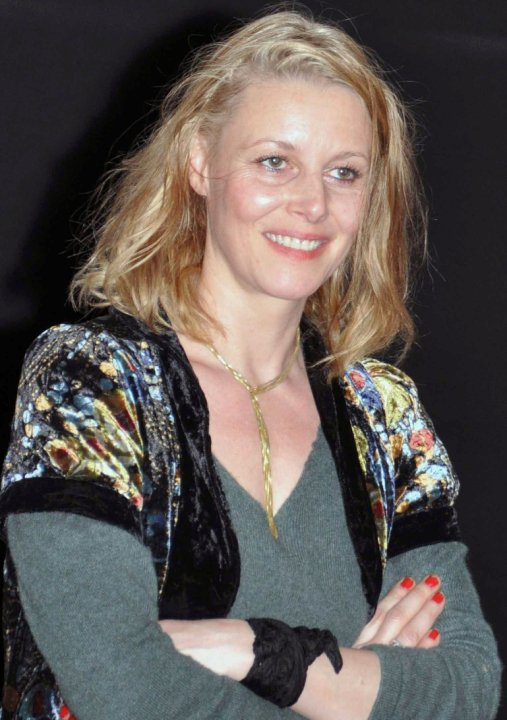
Florence Thomassin (2009)

Florence Thomassin (* 24. Juni 1966 in Paris) ist eine französische Schauspielerin.

## Leben
Florence Thomassin wuchs in ärmlichen Verhältnissen in Paris auf. Sie ist die Halbschwester des französischen Journalisten Olivier Delacroix. Sie arbeitete eine Zeit lang als Cabaret-Tänzerin. Nachdem sie 1989 in Le Crime d’Antoine und Ein Vater kommt selten allein als namenlose Statistin auf der Leinwand debütiert hatte, spielte sie in dem 1990 erschienenen und von Christopher Frank inszenierten Fernsehfilm Die Andere an der Seite von Anny Duperey und Jean Rochefort.

## Filmografie (Auswahl)
- 1989: Ein Vater kommt selten allein (Un père et passe)
- 1990: Die Andere (La Seconde)
- 1995: Ein Hof in der Provence (Le Mas Théotime)
- 1995: Elisa (Élisa)
- 1996: Beaumarchais – Der Unverschämte (Beaumarchais, l’insolent)
- 1996: Nachrichten vom Lieben Gott (Des nouvelles du bon Dieu)
- 1997: Dobermann
- 1997: Rückkehr nach Chile (Inca de Oro)
- 1999: Die Skrupellosen (Les Vilains)
- 1999: Liebe in Zeiten der Arbeitslosigkeit (Rien à faire)
- 2000: Sturmschäden (Les Sagards)
- 2000: Une affaire de goût
- 2001: Die Eroberung der besseren Kreise (L’Apprentissage de la ville)
- 2003: Die Herzen der Männer (Le Cœur des Hommes)
- 2004: Mathilde – Eine große Liebe (Un long dimanche de fiançailles)
- 2004: Taxi nach Lappland (Capone)
- 2005: Kalte Duschen (Douches froides)
- 2006: Kein Sterbenswort (Ne le dis à personne)
- 2006: Président – Ränkespiele der Macht (Président)
- 2008: 57000 km zwischen uns (57000 km entre nous)
- 2008: Public Enemy No. 1 – Mordinstinkt (L’Instinct de mort)
- 2010: Die Liebenden und die Toten (Les Vivants et les morts, Fernsehserie, acht Folgen)
- 2010: Die Prinzessin von Montpensier (La Princesse de Montpensier)
- 2011: 17 Mädchen (17 filles)
- 2012: Die Mondnacht von Toulon (Les cinq parties du monde)
- 2012: Dubaï Flamingo
- 2012: Paradis perdu
- 2012: Comme des frères
- 2012: Engrenages (Fernsehserie, Folge 4x03)
- 2013: Tiger Lily, quatre femmes dans la vie (Miniserie, sechs Episoden)
- 2013: 12 ans d’âge
- 2013: Die Herzen der Männer 3 (Le Cœur des hommes)
- 2018: MILF – Ferien mit Happy End (MILF)
- 2018: Der Palast des Postboten (L’incroyable histoire du facteur Cheval)

## Auszeichnungen (Auswahl)
- César 2001: Nominierung als Beste Nebendarstellerin für Une affaire de goût